# Adamo & Eva
Adamo & Eva è stato un programma televisivo italiano prodotto da Rai con Endemol Italia e condotto da Fabrizio Frizzi. Del programma è andata in onda la sola puntata pilota, in prima serata su Rai 1 il 28 dicembre 2010.

## Il programma
Lo show consiste nella sfida tra due squadre, una delle donne e una degli uomini, capitanate da una coppia di vip. Alla fine, viene eletta la coppia che ha superato brillantemente tutte le prove; a questa spetta il titolo di "Coppia Ideale d'Italia".

## Ospiti

### Puntata pilota
- Aldo Montano ed Antonella Mosetti - capitani delle due squadre
- Maurizio Battista
- Ricky Tognazzi e Simona Izzo

## Ascolti
La puntata pilota, trasmessa il 28 dicembre 2010, ha totalizzato 4.178.000 telespettatori ed uno share pari al 17,10%.
| Messa in onda    | Telespettatori | Share  |
| ---------------- | -------------- | ------ |
| 28 dicembre 2010 | 4.177.000      | 17,09% |